# Liste malaysischer Schriftsteller
Liste malaysischer Schriftsteller

## A
- Adibah Amin
- Anuar Othman
- Aneeta Sundararaj
- A. Jessie Michael
- Anushka Anastasia Solomon
- Antares (Kit Leee)
- Azreen Zahira
- Abdul Rahim Kajai
- Amir Muhammad
- Abdullah bin Abdul Kadir (1796–1854)
- Az Azura

## B
- Bernice Chauly
- Beth Yahp
- Bertha Chin
- Baha Zain

## C
- Carmen Nge
- Charlene Rajendran
- Chua Kok Yee
- Chuah Guat Eng
- Cecil Rajendra (* 1941)
- Che Husna Azhari
- Cecilia Ong

## D
- Danny Lim
- Dina Zaman

## E
- Eugene Ng
- Eddin Bu-Eng Khoo

## F
- Fahmi Fadzil
- Fatimah Busu (* 1943), Romanautorin
- Fay Khoo
- Francesca Beard
- Feisal Tehrani

## G
- Georgette Tan

## H
- Hilary Tham
- Hizairi Othman
- Huzir Sulaiman

## I
- I Rivers
- Ishak Haji Muhammad (Pak Sako)

## J
- Jac SM Kee
- Jerome Kugan
- John Ling
- Jit Murad

## K
- Kam Raslan
- Kathy Rowland
- K. S. Maniam
- Khadija Hashim
- Kee Thuan Chye
- Karim Raslan
- Karim Abbas
- Keris Mas

## L
- Liz Price
- Lloyd Fernando
- Lydia Rahman

## M
- Muhammad Haji Salleh
- Munshi Abdullah (1796–1854)
- Maarof Salleh

## N
- Nathan Conrad
- Nor Faridah Abdul Manaf
- Nizam Zakaria
- Norman Platz

## P
- Pang Khee Teik
- Patrick Yeoh

## R
- Rani Manicka
- Raman Krishnan
- Robert Raymer
- Rahmat Harun
- Rehman Rashid
- Ruhayat X

## S
- S. Othman Kelantan
- Salleh Ben Joned
- Saradha Narayanan
- Sayangku Azura
- Shahnon Ahmad (1933–2017)
- Shahriza Hussein (1943–2010)
- Shalini Nayar
- Shanon Shah (* 1978), Sänger und Schauspieler
- Sharanya Manivannan
- Sharon Bakar
- Sherry Siebel
- Shirley Lim Geok-Lin
- Siti Zainon (* 1949)
- Sivanesan Subramaniam

## T
- Tan Twan Eng (* 1972)
- Tash Aw (* 1971)
- T. Alias Taib

## U
- Usman Awang
- Uthaya Sankar SB

## W
- Wong Phui Nam

## X
- Xeus

## Y
- Yvonne Foong
- Yvonne Lee

## Z
- Zedeck Siew